# Château de Châtenoy
Le château de Châtenoy est situé sur la rive gauche de la Saône, à l'entrée du bourg de la commune de Châtenoy-en-Bresse, dans le département de Saône-et-Loire.

## Description

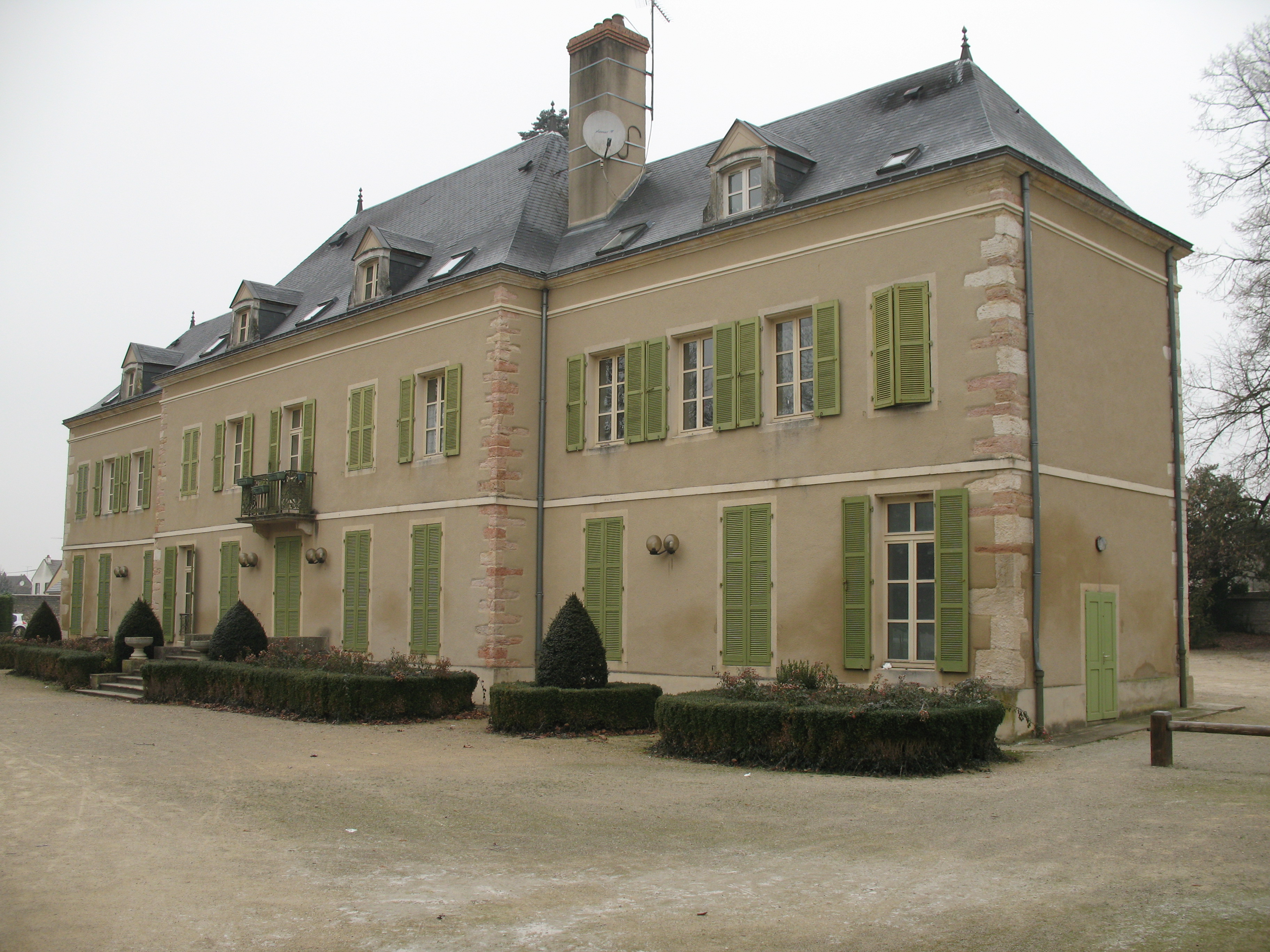
Façade sud ouest

L'ensemble des constructions date du XVIIe siècle.
- Le corps de logis est constitué d'un rez-de-chaussée, un étage et un étage de combles ; les deux façades comportent chacune un avant-corps de cinq travées.
- La chapelle, indépendante du château, a été construite en 1692.
- Les communs étaient constitués du "chalet", dont une façade a été conservée et restaurée.
- L'orangerie a été démolie et remplacée par un parking.
- Le parc, qui s'étend sur sept hectares environ, est planté de huit cents arbres appartenant à quarante espèces différentes (chênes, frênes, tilleuls, saules, ginkgos biloba...).

## Historique

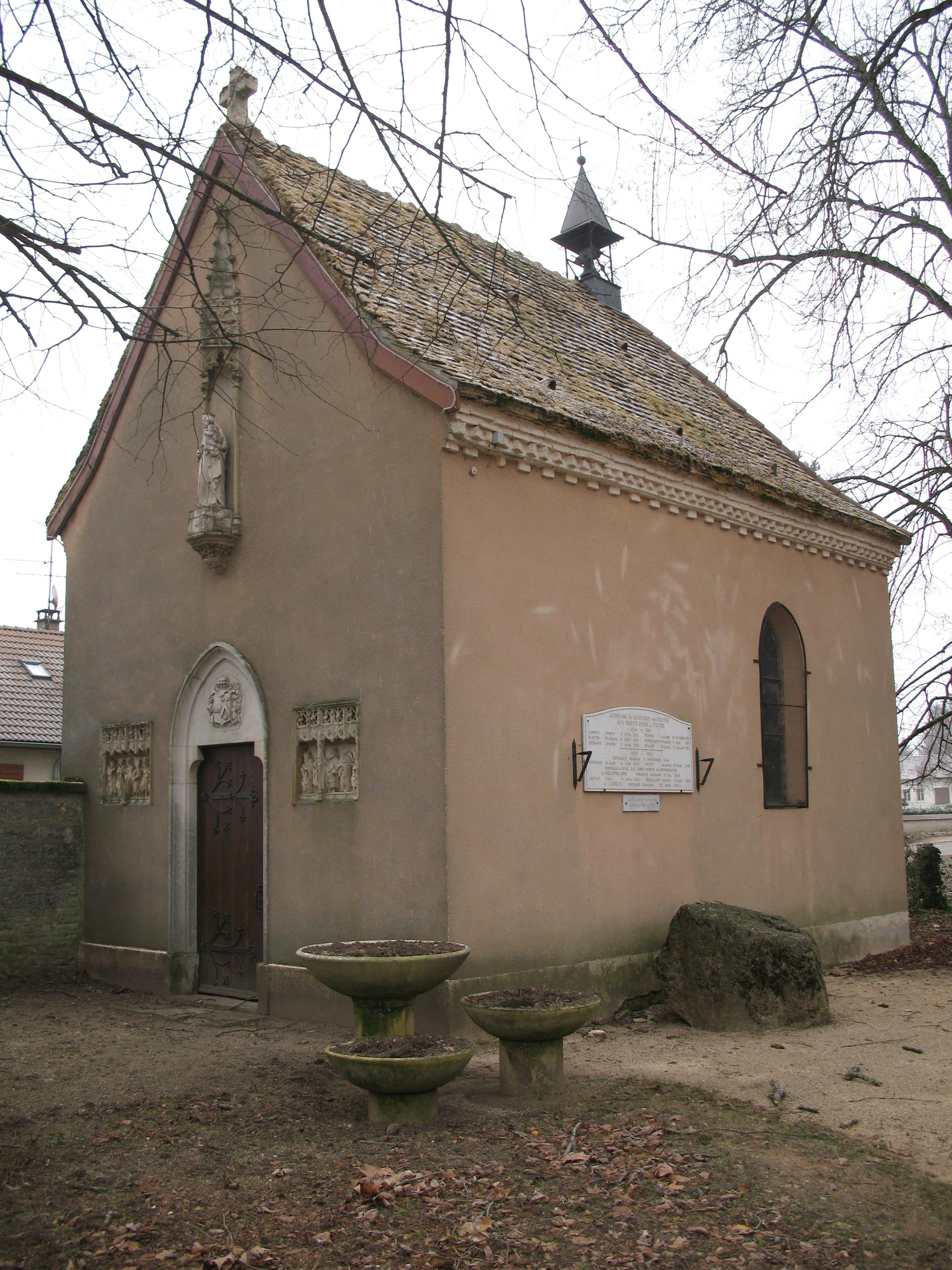
La chapelle du château

Trois familles se sont succédé à Chatenoy :

Famille Brunet
- 1650 : Jean-Baptiste, avocat, épouse Anne Bertot.
- 1682 : Paul, fils des précédents, avocat et secrétaire du roi, épouse Marie Brusson.
- 1714 : Claude (1685 - ), fils des précédents, également avocat et secrétaire du roi, épouse Anne Barault.
- 1744 : Jacques Philibert, écuyer, fils des précédents, épouse Jeanne Désir.
- 1777 : Louis Charles, fils des précédents, épouse Catherine Denon.
- 1809 : Vivant Jean (1778 - 1866), général et député de Saône-et-Loire, fils des précédents, est baron d'Empire ; il avait épousé Élise Rosalie Lefebvre.
- vers 1830 : Élise (1814 - 1894), fille des précédents, épouse Jean Joseph, baron de La Roche Nully La Carelle.

Famille La Roche Nully La Carelle
- 1863 : Geneviève Marie Vivantine (1834 - 1921), épouse Édouard, comte Claret de Fleurieu.

Famille Mazenod
- seconde moitié du XIXe siècle : Albert, vicomte de Mazenod (1846 - 1939), achète le château à la famille précédente. Il épouse en premières noces Élisabeth Marie Thérèse, fille du marquis de Sainte-Croix, puis, en 1879, Henriette de Virieu. Sa fille Catherine ( - 1966) obtient la jouissance du château alors que son fils Henri réside dans la maison de garde.

Époque récente :
- 1977: L'ensemble du domaine est acheté par la commune. Le rez-de-chaussée du château constitue la mairie et le premier étage est aménagé en appartements locatifs. Les communs sont transformés en salle des fêtes et la maison de garde en bibliothèque.

## Armoiries
- Brunet-Denon : d’or à la fasce d’azur chargée de trois coquilles d’or, acc. En pointe d’un cheval en liberté, galopant de sable, surmonté d’une étoile d’argent au franc-quartier senestre de gueules chargé d’une épée haute d’argent
- La Roche Nully La Carelle : d'argent à la bande d'azur chargée d'un soleil d'or. / Ecartelé, aux 1 et 4 d'argent à trois fasces de gueules ; aux 2 et 3 d'or au chevron d'azur accompagné de trois croisettes du même
- Mazenod : d'azur à trois molettes d'or, au chef cousu de gueules, chargé de trois bandes d'or